# Маханирвана-тантра

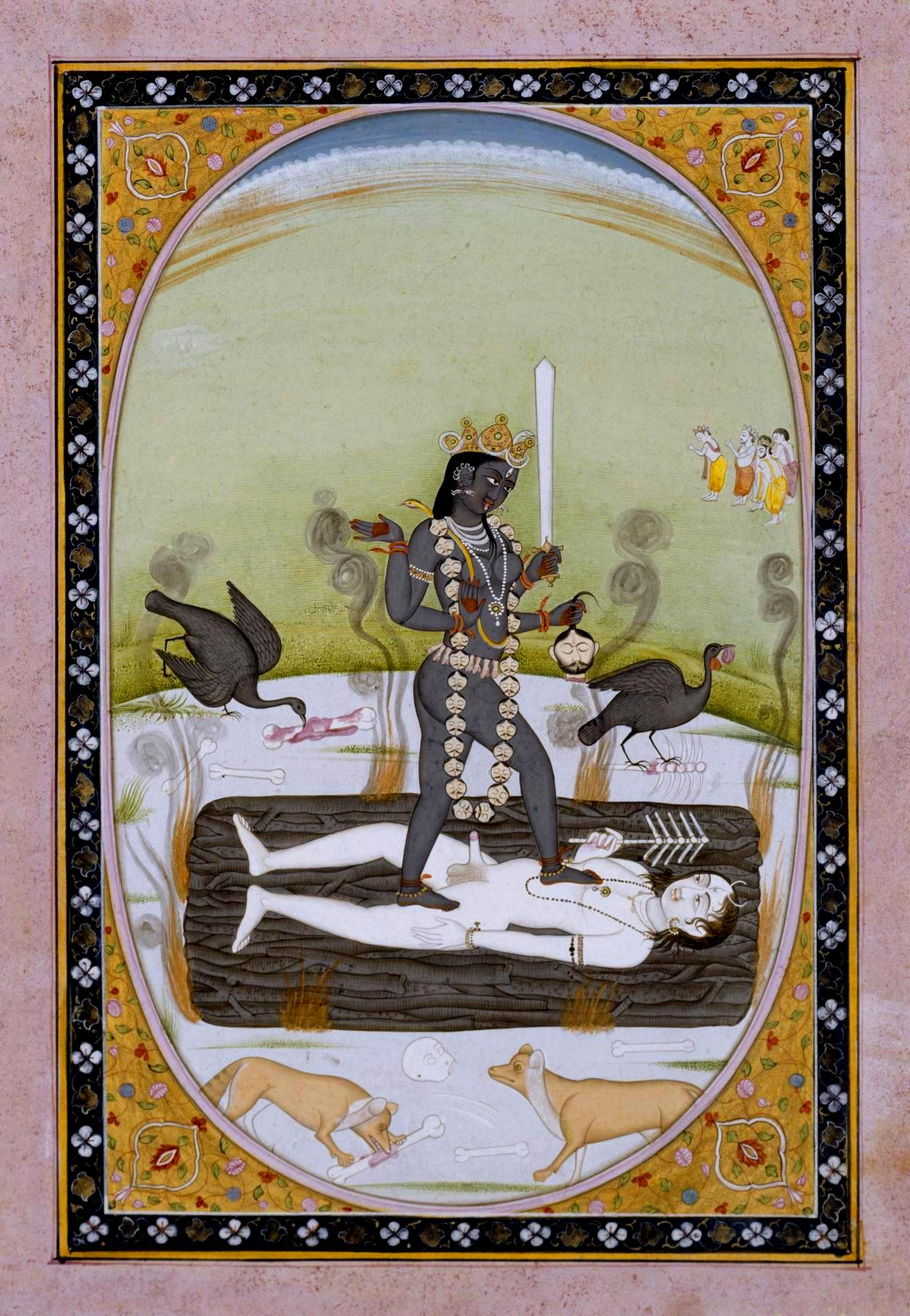
Кали, танцующая на теле Шивы. Миниатюра школы Кангра. 1800—1825 гг. Галерея Уолтерса, Балтимор.

Маханирвана-тантра (санскр. महानिर्वाणतन्त्र IAST: mahānirvāṇatantra — «Тантра Великого Освобождения») — самый известный священный текст традиции Каула или Каулика (индуистского тантризма «левой руки») и один из важнейших текстов тантрического шактизма и шиваизма. Эта тантра написана простым и лаконичным языком, что является одной из её особенностей — в подавляющем большинстве случаев тантрическая и агамическая литература написана так называемым «сумрачным языком», который непонятен без подробных объяснений Гуру. Другой важной особенностью этой тантры является её открытость для всех людей: в тексте есть прямое указание, запрещающее сокрытие этого текста от ищущих истину на пути тантры — в большинстве тантр говорится о тайном знании и неразглашении текста.
Эта тантра так же является одним из крупнейших произведений этого жанра — большинство тантрических текстов это книги среднего размера. И именно этот фактор позволил авторам (или составителям) превратить, по сути, текст в своеобразную энциклопедию тантры: эта тантра даёт описание практически по всем сторонам жизни — как внешней (поведение в окружающем тантрика мире и т. д.), так и внутренней (совершение ритуалов, медитации и прочее).

Хотя Маханирвана-тантра и написана довольно простым и понятным языком, многие аспекты тантрической практики, описанные в тексте, остаются непонятными без объяснения тантрического Гуру. Так, описанная в V-ой главе практика Панчамакары многими воспринимается в первую очередь как сексуальная практика и забывается о духовной и ритуальной составляющих этой практики. Как указывает Артур Авалон в своём «Введении в Маханирвана-тантру», для нормального и полноценного понимания текста необходимы объяснения и комментарии традиционного тантрического Гуру и, как следствие, посвящение (Дикша — санскр. दीक्षा, IAST: dīkṣā) в тантрической традиции. Самостоятельное же изучение Маханирвана-тантры и других текстов тантрической традиции Вамачара, как указывал Лобанов С. В., способны привести к физической и психической деградации в этой жизни и к перерождению в низших телах в следующих жизнях:
Тот же, кто совершает Панчатантву без преданности Бхайраве и Бхайрави,
в следующей жизни примет воплощение в теле собаки, крысы или в телах ракшасов и пишачей.Чхиннамаста-тантра, III, 18

## Время написания
Точное время, когда была написана Маханирвана-тантра, неизвестно. Как указывает Артур Авалон во «Введение в Маханирвана-тантру», отличие этой тантры по своему содержанию и стилистике текста от основной массы тантрической литературы, упоминаний в ранней литературе тантр и довольно явное сходство текста с литературой поздней Веданты, позволяют предположить две гипотезы:
1. Согласно первой, базовый текст книги имеет достаточно древнее происхождение — описание практик близко другим, более древним, тантрическим текстам; однако книга подвергалась более поздней редактуре и систематически дополнялась новыми материалами — на это указывает довольно значительный круг тем, освещаемых в тексте Маханирвана-тантры[6].
2. Вторая гипотеза считает текст Маханирвана-тантры довольно поздней фальсификацией — однако при этом авторы этой гипотезы забывают об авторитете этой тантры в тантрической среде.

Однако для самих тантрических практиков возраст текста, его автор или авторы и место написания не имеет никакого значения — Маханирвана-тантра, наряду с другими тантрами, считается «Пятой Ведой» и её авторитет не подвергается сомнению.

## Содержание
Как и большинство тантрических текстов, текст Маханирвана-тантры излагает беседу между Шивой и Парвати, в которой Шива предстаёт в роли учителя, а Шакти — как его прилежная слушательница и ученица. Эта беседа происходит на горе Кайласа, в раю Шивы. Беседа посвящена различным аспектам мироздания, тантрического учения, этики, ритуала.
Главы называются улласами (санскр. उल्लास IAST: ullāsa), что, с одной стороны, можно перевести как «глава»; с другой — как «блеск», «сияние», «восхищение».

### Часть первая

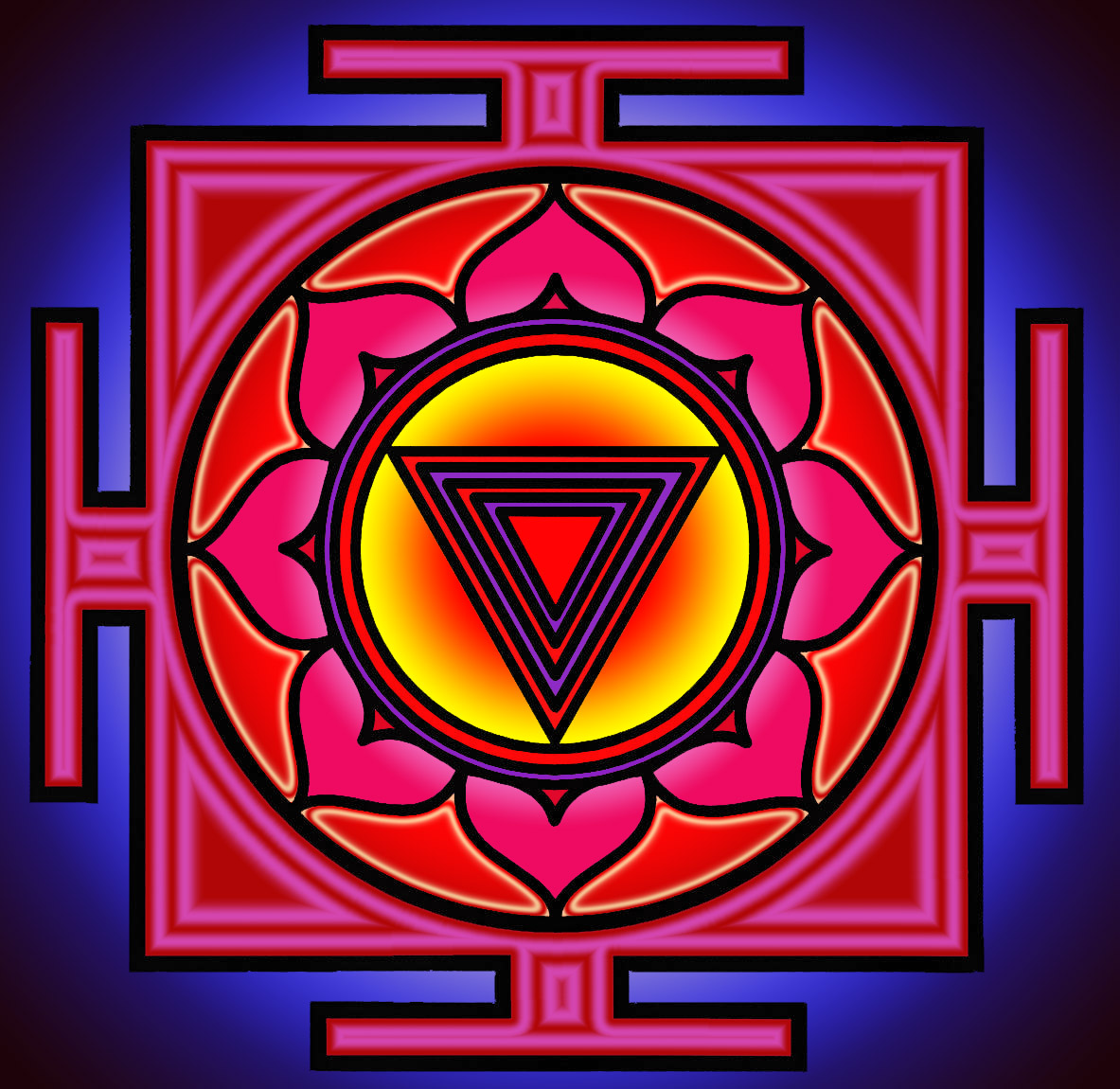
Кали-янтра.

Состоит из 14-ти глав. Посвящена духовной практике, различным этическим предписаниям, ритуальным действиям и т. д.
| I-я глава    | Парвати, обращаясь к Шиве, сокрушается об упадке ведийской дхармы, перечисляет пороки Кали-юги, просит Шиву рассказать о методах спасения для этой юги; перечисляются предыдущие юги и даются их краткие характеристики. |
| II-я глава   | Провозглашается необходимость следованию пути Тантры для Кали-юги; рассказывается об Абсолюте (Высшем Брахмане) и его религиозном почитании — поклонение ему объявляется высшей и самой лёгкой формой поклонения. |
| III-я глава  | Рассказывается о важности медитации на Парабрахмане и её необходимости; о важности поклонения Парабрахману; описывается порядок инициации в поклонение (Брахмопасана), формы такого поклонения и практики: мантры, гимны, ньяса и т. д. |
| IV-я глава   | Объявляется равносильность и одинаковая эффективность поклонения Брахману и Шакти (в форме Адья-кали; описывается природа Богини; говорится о различных типах человеческого темперамента — бхава; Кали провозглашается верховным божеством Кулачары (Тантры левой руки). В этой главе особо подчёркивается важность именно тантрической практики в Кали-югу — остальные виды поклонения признаются неэффективными. |
| V-я глава    | Продолжаются описываться практики поклонения Адья-кали. Приводится тантрическая версия Сандхьяванданам практика Панчамакары. |
| VI-я глава   | Продолжение описания Панчамакары; описано жертвоприношение животных, хомы, другие ритулы тантры. |
| VII-я глава  | Стихи с 12-го по 32а — Адья-кали-сварупа-стотра («Хвала сущностному образу Изначальной Кали»). Приводится Кали-кавача и даётся описание изготовление защитного амулета. Продолжено описание Кулы и кулачары. |
| VIII-я глава | Описаны варны и ашрамы. Согласно тексту, только две ашрамы остаются действенными в Кали-юге — Грихастха и Авадхута (или Санньяса). Даётся сравнение ведийских и тантрических ритуалов; описываются Бхайрави-чакра (ритуал в Вамачаре), Таттва-чакра; утверждается необходимость именно тантрических ритуалов. Так же говорится о том, что только ритуалы подводят практика к пути духовного освобождения. |
| IX-я глава   | Дано описание десяти самскар; ритуал возжигания священного огня для совершения жертвоприношений в процессе выполнения самскар. |
| Х-я глава    | Описаны различные церемонии освящения (жилищ, садов, водоёмов, мурти божества), похоронные обряды (запрещается ритуал «сати»); описана каула-дикша; даны тантрические характеристики людей — Трибхава: пашу («связанные»), виры («герои») и дивьи («божественные»). |
| XI-я глава   | Даётся учение о грехах и добродетелях, описываются типы греховной кармы и искупительные действия. В главе особо подчёркивается, что «каула-дхарма приводит только к страданию и греху, если неправильно ей следовать». |
| XII-я глава  | Говорится об внешних правилах жизни тантрика: о праведной жизни; семейных отношениях; об имущественном вопросе и т. д. |
| XIII-я глава | Прославление богини Кали. Описания мурти Богини для почитания; церемонии освящения храмов, садов, мостов, храмовых мурти (фактически являясь продолжением Х-ой главы); допустимые виды даров божеству и храму. Говорится об освобождение — что это награда тем, кто служит Божеству без ожидания награды. |
| XIV-я глава  | Даются правила Шива-линга-пуджи; описывается церемония установки храмового Шива-лингама; практики почитания различных божеств; ошибки в процессе поклонения и способы их устранения. Говорится о важности садханы для совершающих действия ради плодов; об освобождении познанием Брахмана; о природе души (дживы. Описаны типы авадхутов, основные принципы каула-дхармы, кулачары и тантриков-каул. Перечисляются благие заслуги от чтения «Маханирвана-тантры» и говорится об исключительной важности этой Тантры. |

### Часть вторая
Артур Авалон упоминает о существовании второй части Маханирвана-тантры, по своему объёму в два раза превосходящую часть первую. Однако текст второй части недоступен для широкого читателя — причина в том, что вторая часть посвящена, в основном, посмертию и представители тантрических школ, которые владеют текстом, не считают необходимым её издание: по их мнению, в Кали-югу более необходима именно первая часть тантры. Как пишет во «Введении» сам А.Авалон, у него имелась полная копия тантры, однако на издание текста целиком было наложено ограничение — вторая часть, по требованию владельца манускрипта, должна издаваться со значительными купюрами. А.Авалон пытался переубедить владельца, однако тот был непреклонен и А.Авалон был вынужден отказаться от издания всего памятника целиком:

Я не могу взять на себя ответственность приняться за публикацию, возможно, поврежденного текста, поэтому читателю в настоящее время придется довольствоваться переводом первой части Тантры, которая общеизвестна и, как уже говорилось, была издана семь раз.

## Мантра освящения воды

Лигатура «Ом»

В тексте Маханирвана-тантры (глава V, стих 46) приведена одна из наиболее распространённых мантр для освящения воды — в ней перечисляются семь священных как для тантризма, так и для многих направлений индуизма, рек. Эта мантра широко используется не только в тантрическом шактизме, но и во многих не-тантрических направлениях индуизма.
| गङ्गेचयमुनेचैव गोदावरिसरस्वति नर्मदेसिन्धुकावेरि जलेऽस्मिन् सन्निधिं कुरु ॥                                                        |
| gaṅgecayamunecaiva godāvarisarasvati . narmadesindhukāveri jale'smin sannidhiṁ kuru ..                 |
| «О Ганга, Ямуна, Годавари, Сарасвати, Нармада, Синдху (Инд) и Кавера, придите, пожалуйста, в эту воду» |

При чтении мантры совершается следующее действие — ногтевая фаланга безымянного пальца правой руки рисует на поверхности воды лигатуру
Ом (санскр. ॐ). В некоторых школах могут рисовать свастику, тришулу, шестиконечную или восьмиконечную звёзды и другие школьные символы.

## Мантра жертвоприношения Брахмо
Согласно примечаниям Б. Л. Смирнова к переводу Бхагавад-гиты, (к стиху IV, 24) в Маханирвана-тантре (III, 74) сказано, что всё, освящённое этим стихом из Бхагавад-гиты, само становится очистителем и уже никогда не загрязнится. Смирнов пишет:

Прикосновение низших каст может осквернить воды Ганги и Шалаграму (черный камень, символ Вишну, почитаемый в Непале) или другие священные предметы, но ничто, посвященное Брахмо, не может быть осквернено. Посвятив таким образом пищу, тантрический учитель (садхака) и его ученики могут есть любую пищу. При такой трапезе не соблюдаются правила каст и времени, можно даже вкушать остатки после другого (что запрещено высшим кастам), будь то чистый или нечистый (Mahanirvana tantra, пер. A. Avalon, с. 51). Так высоко ценит поздняя индийская традиция этот стих. Говоря просто: считается, что этот стих даёт формулу освобождения ото всех обрядов и ограничений. Он соединяет диалектически пантеизм и теизм, ибо понимает все процессы миропроявления, как принесение в жертву Брахмо Брахманом Брахману.
Стих из Бхагавад-гиты:
| ब्रह्मार्पणं ब्रह्म हविर्ब्रह्माग्नौ ब्रह्मणा हुतम् । ब्रह्मैव तेन गन्तव्यं ब्रह्मकर्मसमाधिना ॥२४॥                                                                    |
| brahmārpaṇaṃ brahma havirbrahmāgnau brahmaṇā hutam . brahmaiva tena gantavyaṃ brahmakarmasamādhinā ..                                 |
| Брахмо – обряд приношенья, Брахмо – жертва, приносимая Брахмо в пламя Брахмо; К Брахмо приближаться должно, погружаясь в дело Брахмо. |

## Переводы, издания
Первое издание этой тантры было сделано в 1876 году обществом Ади-Брахма-Самадж (англ.) и была напечатана на санскрите бенгальским шрифтом, с примечаниями Кулавадхуты Шримад Харихарананды Бхарати под издательским руководством Анандачандры Видьявагиши. В предисловии к этому изданию говорится, что были использованы три манускрипта:
- Первый, принадлежащий библиотеке Ади-Брахма-Самаджа;
- Второй был предоставлен Дургадасой Чандхури;
- Третий был взят из библиотеки Раджи Раммохана Роя.

В апреле 1888 году в Калькутте вышло второе издание тантры уже в алфавите деванагари.
Приблизительно в 1900-1903 годах вышло первое издание на английском языке в Калькутте. Однако этот перевод, по мнению Артура Авалона, является недостаточно грамотным, что и послужило причиной издания 1913 года в переводе самого Авалона.
В 1913 году Артур Авалон (Джон Вудрофф) издал текст Маханирвана-тантры на английском языке в серии «Тантрические тексты». Текст перевода был снабжён предисловием, примечаниями и комментариями переводчика. Как указывает Авалон во «Введении», при переводе он использовал все предыдущие издания текста (их было всего около десяти), а также манускрипты Маханирвана-тантры из частных коллекций.
В 2003 году текст Маханирвана-тантры был издан на русском языке в издательстве «Сфера» — перевод был выполнен с английского издания Артура Авалона.